# 后晋
后晋（936年—947年）是中国历史上五代十国时期的第三个朝代，从后晋高祖石敬瑭936年灭后唐开国到契丹947年灭后晋一共经历了两个皇帝，總計11年。为与司马氏的晋朝相区别，又别称为石晋。

## 建国
后晋的开国皇帝沙陀人石敬瑭是后唐开国的功臣，他曾经多次在危难中救护后唐开国皇帝李存勖和明宗李嗣源。李存勖和李嗣源都十分器重他，李嗣源甚至将自己的女儿嫁给了他。后唐建立后石敬瑭任河东节度使（今山西），石敬瑭成为当地军民最高指挥官。石敬瑭在河东政绩很高，而且生活清廉，很受当地人的欢迎。但李嗣源死后后唐内部互相倾轧，石敬瑭受李从珂的猜忌，因此渐渐产生了反唐的计划。当李从珂决定将石敬瑭调离河东时，石敬瑭决定反唐，不用李从珂的清泰年号，以明宗年号称长兴七年。
石敬瑭在河东的兵力不足以抵挡后唐的进攻，因此石敬瑭决定求救于契丹。作为条件，他同意割让燕雲十六州（此十六个州，属今河北和山西）给契丹，并对辽太宗耶律德光称「儿」。在这种情况下，耶律德光决定帮助石敬瑭。
石敬瑭清泰三年（936年）十一月受契丹冊封為大晉皇帝，国号晋，然後契丹和石敬瑭的联军打败后唐，攻入首都洛阳。后唐灭亡，石敬瑭遷都開封，史称后晋。依據五行相生的順序，後唐的「土」德之後為「金」德，因此後晉以「金」為王朝德運。後晉建都开封，并按约将16州让给契丹。这16州是：幽（今北京市）、蓟（今天津市蓟州区）、瀛（今河北省河间市）、莫（今河北省沧州任丘市）、涿（今河北省涿州市）、檀（今北京市密云区）、顺（今北京顺义区）、新（今河北省张家口市涿鹿县）、妫（今河北省张家口市怀来县）、儒（今北京市延庆区）、武（今河北省张家口市宣化区）、蔚（今河北蔚县）、云（今山西大同）、应（今山西应县）、寰（今山西省朔州市东）、朔（今山西省朔州市市区），并向契丹称儿皇帝，契丹封其为“晋帝”。
石敬瑭割让燕雲十六州为辽国和金国后来对宋朝长江以北地区的威胁打开了门户。

## 建国后的动乱
后晋建国后一直处于动盪中，石敬瑭割地称儿的做法受到许多人的反对，包括他自己过去的亲信。石敬瑭本人到死没有改变依附契丹的政策，但国家多處发生叛乱如导致石敬瑭的两个儿子被杀的范延光、张从宾之乱、安重荣、安从进之乱等。種種事情给他带来了极大的打击。为了对付叛乱，石敬瑭加重嚴刑峻法，同时非常猜忌自己的手下。

## 石重贵反辽亡国
石敬瑭死时，立石重贵为继承人。石重贵是他的侄子，因为在战场上立战功获得石敬瑭的赏识。但石重贵仅是一勇之夫，根本无法在國家面對困境下應付各種政治问题。石重贵登基后决定渐渐脱离对契丹的依附，他首先宣称对耶律德光称孙，但不称臣。
契丹对此当然不能坐视。944年契丹伐晋，双方在澶州（今河南濮阳南）交战，互有胜负。945年契丹再次南征，石重贵亲征，再次战败契丹。947年，契丹第三次南下，后晋重臣杜重威、李守貞和張彥澤率軍向契丹投降，后晋丧失主力，契丹派張彥澤率先部入開封。石重贵被迫投降，全家被俘虏到契丹。后晋灭亡。
后晋亡后，河东节度使北平王刘知远在太原称帝，建立后汉。

## 君主

### 君主列表
| 肖像 | 庙号                         | 谥号                        | 名讳                                                                          | 在世时间     | 在位时间     | 年号及使用时间 | 年号及使用时间 | 陵寝 |
| ---- | ---------------------------- | --------------------------- | ----------------------------------------------------------------------------- | ------------ | ------------ | -------------- | -------------- | ---- |
| －   | 靖祖 （高祖石敬瑭追尊）      | 孝安皇帝 （高祖石敬瑭追谥） | 石璟                                                                          | ？           | －           | －             | －             | 义陵 |
| －   | 肃祖 （高祖石敬瑭追尊）      | 孝简皇帝 （高祖石敬瑭追谥） | 石彬                                                                          | ？           | －           | －             | －             | 惠陵 |
| －   | 睿祖 （高祖石敬瑭追尊）      | 孝平皇帝 （高祖石敬瑭追谥） | 石昱                                                                          | ？           | －           | －             | －             | 康陵 |
| －   | 宪祖/献祖 （高祖石敬瑭追尊） | 孝元皇帝 （高祖石敬瑭追谥） | 石紹雍                                                                        | ？           | －           | －             | －             | 昌陵 |
|      | 高祖                         | 聖文章武明德孝皇帝          | 石敬瑭                                                                        | 892年－942年 | 936年－942年 | 天福           | 936年－942年   | 显陵 |
| －   | －                           | －                          | 石重貴 （辽太宗耶律德光降封负义侯， 《旧五代史》称少帝， 《新五代史》称出帝） | 914年－974年 | 942年－947年 | 天福           | 942年－944年   | －   |
| －   | －                           | －                          | 石重貴 （辽太宗耶律德光降封负义侯， 《旧五代史》称少帝， 《新五代史》称出帝） | 914年－974年 | 942年－947年 | 開運           | 944年－947年   | －   |

### 君主世系图
|  |  |  |  |                                 |                 |                 |                 |                 |                 | 后晋献祖 石紹雍 |  |  |  |  |  |                             |                             |                             |                             |                             |                             |  |  |
|  |  |  |  |                                 |                 |                 |                 |                 |                 |                 |  |  |  |  |  |                             |                             |                             |                             |                             |                             |  |  |
|  |  |  |  |                                 |                 |                 |                 |                 |                 |                 |  |  |  |  |  |                             |                             |                             |                             |                             |                             |  |  |
|  |  |  |  | 后晋宋王 石敬儒                 | 后晋宋王 石敬儒 | 后晋宋王 石敬儒 | 后晋宋王 石敬儒 | 后晋宋王 石敬儒 | 后晋宋王 石敬儒 |                 |  |  |  |  |  | 后晋高祖 石敬瑭 892-936-942 | 后晋高祖 石敬瑭 892-936-942 | 后晋高祖 石敬瑭 892-936-942 | 后晋高祖 石敬瑭 892-936-942 | 后晋高祖 石敬瑭 892-936-942 | 后晋高祖 石敬瑭 892-936-942 |  |  |
|  |  |  |  | 后晋宋王 石敬儒                 | 后晋宋王 石敬儒 | 后晋宋王 石敬儒 | 后晋宋王 石敬儒 | 后晋宋王 石敬儒 | 后晋宋王 石敬儒 |                 |  |  |  |  |  | 后晋高祖 石敬瑭 892-936-942 | 后晋高祖 石敬瑭 892-936-942 | 后晋高祖 石敬瑭 892-936-942 | 后晋高祖 石敬瑭 892-936-942 | 后晋高祖 石敬瑭 892-936-942 | 后晋高祖 石敬瑭 892-936-942 |  |  |
|  |  |  |  | 后晋出帝 石重貴 914-942-946-974 |                 |                 |                 |                 |                 |                 |  |  |  |  |  |                             |                             |                             |                             |                             |                             |  |  |